# Neustadtl an der Donau
Neustadtl an der Donau är en kommun  i Österrike. Den ligger i distriktet Amstetten i förbundslandet Niederösterreich, 110 km väster om huvudstaden Wien.
Kommunen består av nio orter (Ortschaften) (inom parentes invånarantal 1 januari 2024):

- Berghof (205)
- Freyenstein (128)
- Hößgang (178)
- Kleinwolfstein (268)
- Nabegg (264)
- Neustadtl-Markt (556)
- Neustadtl-Umgebung (185)
- Schaltberg (128)
- Windpassing (251)